# 日本一のおかあさん
『日本一のおかあさん』（にっぽんいちのおかあさん）は、1972年4月5日から1976年3月24日までTBS系列で放送されていたトークバラエティ番組である。放送時間は毎週水曜 19:00 - 19:30 （日本標準時）。

## 概要
毎回一般の母子が参加していた視聴者参加型番組で、子供が「日本一のおかあさん」だと思う自身の母親について語る模様を放送した。回によっては芸能人の家族が出演することもあった。
日本各地で公開収録を行っていたため、TBSと各回収録エリアのJNN加盟局が製作局としてクレジットされた。関西地区においては当初は朝日放送がネット局および関西地区収録回での製作局を務めていたが、放送期間中に行われたいわゆる腸捻転の解消により、その役割は毎日放送が引き継いだ。
番組は半年限りの予定でスタートしたが（出典：東京ニュース通信社『テレビ50年』）、結果的に4年にわたって放送された。
エンディングテーマは大慶太の「日本一のおかあさん」。

## 出演者
- 萩本欽一[2]

## 放送局
特筆のない場合は、水曜 19:00 - 19:30に放送。
- TBS
- 朝日放送（1975年3月まで）
  - 毎日放送（1975年4月から）
- 北海道放送
- 青森テレビ（1975年4月から放送）[4]
- 岩手放送[5]
- 東北放送[5]
- 福島テレビ（1972年10月から12月までは、金曜 16:30 - 17:00に放送。1973年1月から同時ネット）[6]
- 新潟放送[7]
- 北陸放送[8]
- テレビ山梨[4]
- 静岡放送[4]
- 信越放送[4]
- 中部日本放送[8]
- 山陽放送[9]
- 中国放送[9]
- 大分放送[9]
- RKB毎日放送